# Augusto di Sassonia-Weissenfels
Augusto di Sassonia-Weißenfels (Dresda, 13 agosto 1614 – Halle, 4 giugno 1680) è stato un vescovo luterano tedesco, primo duca di Sassonia-Weißenfels e capostipite dell'omonimo ramo cadetto della casata dei Wettin di Sassonia.

## Biografia

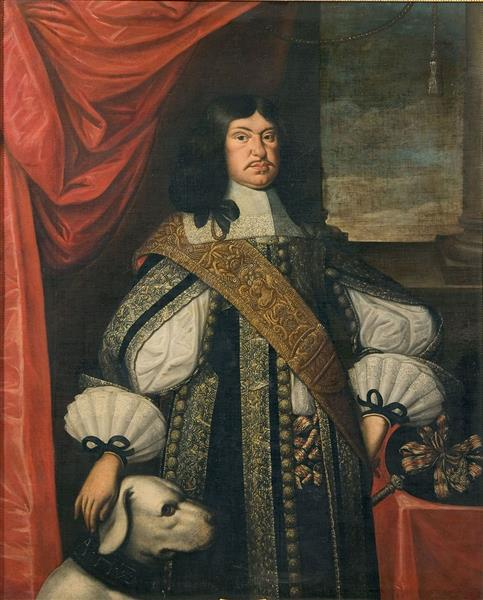
Ritratto di Augusto di Sassonia-Weissenfels a metà Seicento

Era figlio secondogenito del principe elettore Giovanni Giorgio I di Sassonia e della sua seconda moglie, Maddalena Sibilla, figlia del margravio Alberto Federico di Prussia. Suoi fratelli e sorelle furono il duca Maurizio di Sassonia-Zeitz ed il duca Cristiano I di Sassonia-Merseburg, il principe elettore Giovanni Giorgio II di Sassonia, la duchessa Maria Elisabetta, moglie del duca Federico III di Holstein-Gottorp e Maddalena Sibilla, moglie del duca Federico Guglielmo II di Sassonia-Altenburg.
A 13 anni, il 23 gennaio 1628, venne scelto dal capitolo della cattedrale di Magdeburgo per rimpiazzare il deceduto amministratore della diocesi, Cristiano Guglielmo di Brandeburgo. A quel tempo rivestiva già da tre anni la carica di coadiutore del medesimo capitolo. Sia il papa che l'imperatore supportavano il suo avversario cattolico, il cardinale Leopoldo Guglielmo d'Asburgo che riportò il cattolicesimo nella regione quando l'ebbe conquistata nel 1631, divenendo anche arcivescovo di Magdeburgo, in seguito alla pace di Praga.
Il 31 dicembre 1642 poté tornare al proprio incarico dopo un accordo stabilito con gli svedesi, che avevano invaso la regione.
Fu un attivo mecenate e aiutò personaggi come Christian Ritter e lo scrittore Johann Beer, il maestro di cappella Philipp Stolle e ancora David Pohle. Le sue spese per l'arte furono tuttavia causa di debiti nei conti pubblici e causarono gravosi oneri ai suoi discendenti.
Nel 1643 venne accolto dal principe Luigi I di Anhalt-Köthen come membro dell'accademia dei Carpofori, un'associazione letteraria delle più prestigiose della Germania riformata.
Il 25 luglio 1660 fu costretto a rifugiarsi ad Augustusburg dal momento che il suo castello era stato saccheggiato dagli svedesi che avevano nuovamente invaso la zona.
All'età di 65 morì il 4 giugno 1680 a Halle.

## Matrimonio e discendenza
Egli si sposò per la prima volta il 23 novembre 1647 a Schwerin con Anna Maria di Mecleburgo-Schwerin, figlia del duca Adolfo Federico I di Meclemburgo-Schwerin e di Anna Maria dell'Ostfriesland, figlia del conte Enno III della Frisia orientale.
Da questo matrimonio nacquero i seguenti figli:
- Maddalena Sibilla (2 settembre 1648 a Halle - 7 gennaio 1681 a Gotha), sposò il duca Federico I di Sassonia-Gotha-Altenburg
- Giovanni Adolfo (2 novembre 1649 a Halle - 24 maggio 1697 a Weißenfels), duca di Sachsen-Weißenfels-Querfurt, sposò in prime nozze Giovanna Maddalena di Sassonia-Altenburg e, alla morte di questa, Cristina Guglielmina di Bünau
- Augusto (3 dicembre 1650 a Halle - 11 agosto 1674 ivi), principe di Sassonia-Weißenfels e arciprete della Cattedrale di Magdeburgo, sposò Carlotta d'Assia-Eschwege
- Cristiano (25 gennaio 1652 a Halle - 24 agosto 1689 a Magonza), principe di Sassonia-Weißenfels e generale feldmaresciallo dell'esercito di Sassonia
- Anna Marie (28 febbraio 1653 a Halle - 17 febbraio 1671 ivi)
- Sofia (23 giugno 1654 a Halle - 31 marzo 1724 a Zerbst), sposò il principe Carlo Guglielmo di Anhalt-Zerbst
- Caterina (12 settembre 1655 a Halle - 21 aprile 1663 ivi)
- Cristina (25 agosto 1656 a Halle - 27 aprile 1698 a Eutin) sposò il principe Augusto Federico di Holstein-Gottorp, principe-vescovo di Lubecca
- Enrico (29 settembre 1657 a Halle - 16 febbraio 1728 a Barby), duca di Sassonia-Weissenfels-Barby, sposò Elisabetta Albertina di Anhalt-Dessau
- Alberto (14 aprile 1659 a Halle - 9 maggio 1692 a Lipsia), principe di Sassonia-Weissenfels, sposò Cristina Teresa Löwenstein-Wertheim-Rochefort
- Elisabetta (25 agosto 1660 a Halle - 11 maggio 1663 ivi)
- Dorotea (17 dicembre 1662 a Halle - 12 maggio 1663 ivi)

Dopo la morte della prima moglie, avvenuta l'11 dicembre 1669, Augusto si risposò una seconda volta il 29 gennaio 1672 con Giovanna Walpurgis di Leiningen-Westerburg, figlia del conte Giorgio Guglielmo di Leiningen-Westerburg e di Sofia Elisabetta di Lippe-Detmold.
La coppia ebbe i seguenti eredi:
- Federico Ermanno (20 novembre 1673 a Halle - 16 aprile 1715 a Dahme/Mark), duca di Sassonia-Weißenfels-Dahme e luogotenente generale dell'esercito di Sassonia, sposò Emilia Agnese di Reuß-Schleiz
- Maurizio (5 gennaio 1676 a Halle - 12 settembre 1695 a Seghedino), principe di Sassonia-Weißenfels
- un bambino di cui non si conosce il nome (nato e morto nel 1679)

## Ascendenza
|                                     |                      |                                   | Genitori                       |  |  | Nonni |  |  | Bisnonni              |  |  | Trisnonni             |  |
|                                     |                      |                                   |                                |  |  |       |  |  | Augusto I di Sassonia |  |  | Enrico IV di Sassonia |  |
|                                     |                      |                                   |                                |  |  |       |  |  | Augusto I di Sassonia |  |  | Enrico IV di Sassonia |  |
|                                     |                      | Caterina di Meclemburgo-Schwerin  |                                |  |  |       |  |  | Augusto I di Sassonia |  |  |                       |  |
| Cristiano I di Sassonia             |                      |                                   |                                |  |  |       |  |  | Augusto I di Sassonia |  |  |                       |  |
|                                     |                      | Anna di Danimarca                 | Cristiano III di Danimarca     |  |  |       |  |  |                       |  |  |                       |  |
|                                     |                      | Anna di Danimarca                 | Cristiano III di Danimarca     |  |  |       |  |  |                       |  |  |                       |  |
|                                     |                      | Anna di Danimarca                 | Dorotea di Sassonia-Lauenburg  |  |  |       |  |  |                       |  |  |                       |  |
| Giovanni Giorgio I di Sassonia      |                      | Anna di Danimarca                 |                                |  |  |       |  |  |                       |  |  |                       |  |
|                                     |                      | Giovanni Giorgio di Brandeburgo   | Gioacchino II di Brandeburgo   |  |  |       |  |  |                       |  |  |                       |  |
|                                     |                      | Giovanni Giorgio di Brandeburgo   | Gioacchino II di Brandeburgo   |  |  |       |  |  |                       |  |  |                       |  |
|                                     |                      | Giovanni Giorgio di Brandeburgo   | Maddalena di Sassonia          |  |  |       |  |  |                       |  |  |                       |  |
| Sofia di Brandeburgo                |                      | Giovanni Giorgio di Brandeburgo   |                                |  |  |       |  |  |                       |  |  |                       |  |
|                                     |                      | Sabina di Brandeburgo-Ansbach     | Giorgio di Brandeburgo-Ansbach |  |  |       |  |  |                       |  |  |                       |  |
|                                     |                      | Sabina di Brandeburgo-Ansbach     | Giorgio di Brandeburgo-Ansbach |  |  |       |  |  |                       |  |  |                       |  |
|                                     |                      | Sabina di Brandeburgo-Ansbach     | Edvige di Münsterberg-Oels     |  |  |       |  |  |                       |  |  |                       |  |
| Augusto di Sassonia-Weissenfels     |                      | Sabina di Brandeburgo-Ansbach     |                                |  |  |       |  |  |                       |  |  |                       |  |
|                                     | Alberto I di Prussia | Federico I di Brandeburgo-Ansbach |                                |  |  |       |  |  |                       |  |  |                       |  |
|                                     | Alberto I di Prussia | Federico I di Brandeburgo-Ansbach |                                |  |  |       |  |  |                       |  |  |                       |  |
|                                     | Alberto I di Prussia | Sofia di Polonia                  |                                |  |  |       |  |  |                       |  |  |                       |  |
| Alberto Federico di Prussia         | Alberto I di Prussia |                                   |                                |  |  |       |  |  |                       |  |  |                       |  |
|                                     |                      | Anna Maria di Brunswick-Lüneburg  | Eric I di Brunswick-Lüneburg   |  |  |       |  |  |                       |  |  |                       |  |
|                                     |                      | Anna Maria di Brunswick-Lüneburg  | Eric I di Brunswick-Lüneburg   |  |  |       |  |  |                       |  |  |                       |  |
|                                     |                      | Anna Maria di Brunswick-Lüneburg  | Elisabetta di Brandeburgo      |  |  |       |  |  |                       |  |  |                       |  |
| Maddalena Sibilla di Prussia        |                      | Anna Maria di Brunswick-Lüneburg  |                                |  |  |       |  |  |                       |  |  |                       |  |
|                                     |                      | Guglielmo di Jülich-Kleve-Berg    | Giovanni III di Kleve          |  |  |       |  |  |                       |  |  |                       |  |
|                                     |                      | Guglielmo di Jülich-Kleve-Berg    | Giovanni III di Kleve          |  |  |       |  |  |                       |  |  |                       |  |
|                                     |                      | Guglielmo di Jülich-Kleve-Berg    | Maria di Jülich-Berg           |  |  |       |  |  |                       |  |  |                       |  |
| Maria Eleonora di Jülich-Kleve-Berg |                      | Guglielmo di Jülich-Kleve-Berg    |                                |  |  |       |  |  |                       |  |  |                       |  |
|                                     |                      | Maria d'Austria                   | Ferdinando I d'Asburgo         |  |  |       |  |  |                       |  |  |                       |  |
|                                     |                      | Maria d'Austria                   | Ferdinando I d'Asburgo         |  |  |       |  |  |                       |  |  |                       |  |
|                                     |                      | Maria d'Austria                   | Anna Jagellone                 |  |  |       |  |  |                       |  |  |                       |  |
|                                     |                      | Maria d'Austria                   |                                |  |  |       |  |  |                       |  |  |                       |  |